# Чапаева (Свердловская область)
Чапаева — посёлок в Малышевском муниципальном округе Свердловской области России. Основан в 1925 году.

## География
Посёлок Чапаева расположен в 3 километрах (по дорогам в 5 километрах) к востоку от посёлка Малышева, на правом берегу реки Шамейки (левого притока  Большого Рефта).

## Население
| 2002 | 2010 |
| ---- | ---- |
| 6    | ↗15  |